# Rövid hüvelykujjfeszítő izom

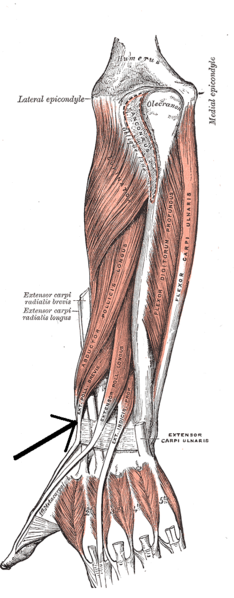
Az alkar izmai (a nyíl mutatja a rövid hüvelykujjfeszítő izmot)

A rövid hüvelykujjfeszítő izom (latinul musculus extensor pollicis brevis) egy izom az ember alkarján.

## Eredés, tapadás, elhelyezkedés
Az orsócsont (radius) hátulsó felszínén és a csontok közti összekötő lemezről (membrana interossea) ered. A proximalis ujjperccsonton (phalanx proximalis) tapad.

## Funkció
Feszíti a hüvelykujjat az articulationes carpometacarpea ízületen keresztül.

## Beidegzés, vérellátás
A nervus interosseus antebrachii posterior (C7, C8) idegzi be ami a  nervus radialis mély ága. Az arteria interossea posterior látja el vérrel.